# Magnus Andersen (Handballspieler)
Magnus Andersen (* 28. August 1975 in Fredrikstad, Norwegen) ist ein ehemaliger norwegischer Handballspieler. Er ist 1,95 m groß.
Andersen, der zuletzt für den deutschen Zweitligisten Eintracht Hildesheim (Rückennummer 8) spielte, wurde meist im rechten Rückraum eingesetzt.
Magnus Andersen begann in seiner Heimatstadt mit dem Handballspiel. Über das nahe gelegene Sarpsborg gelangte er zum Bodø/Glimt HK, wo er auch in der ersten norwegischen Liga debütierte.
1996 wechselte er für ein Jahr zu Elverum Håndball, bevor er 1997 vom dänischen KIF Kolding verpflichtet wurde. Mit den Jütländern gewann er 1999 den dänischen Pokal und spielte in der EHF Champions League. In der Saison 1999/2000 lief er für die TV Grambke Bremen in der deutschen 2. Handball-Bundesliga auf, wo er zum besten Spieler der 2. Liga Nord gewählt wurde. 2000 kehrte er nach Norwegen zurück, zum damaligen Meister IL Runar Sandefjord, wo er aber ebenfalls nur eine Saison lang spielte; 2001 nämlich wechselte er nach Schweden zum Alingsås HK. Dort blieb er drei Jahre, ehe er sich 2004 dem spanischen Zweitligisten Fadesa Oar aus La Coruña anschloss. Nach einem halben Jahr kehrte er erneut nach Norwegen zurück, diesmal zu Nit/Hak Nittedal. Im Sommer 2005 nun wechselte Andersen nach Griechenland, zu Panellinios Athen. Mit dem Hauptstadtclub gewann er 2006 die griechische Meisterschaft; trotzdem wurde sein Vertrag nicht verlängert und Andersen stand ein halbes Jahr ohne Verein da. Im November 2006 schließlich wurde er vom deutschen Zweitligisten Ahlener SG unter Vertrag genommen. Dort wusste er zu überzeugen, sodass auch andere Vereine auf ihn aufmerksam wurden. Im Sommer 2007 unterschrieb Andersen einen Zweijahresvertrag bei der Eintracht Hildesheim. Auf Grund einer Verletzung beendete er mit Ablauf der Saison 2008/2009 seine Spielerkarriere.